# Boglárkavirágúak
A boglárkavirágúak (Ranunculales) a valódi kétszikűek csoportba tartozó rend. A hagyományos és az újabb kladisztikus rendszerezők egyaránt viszonylag ősinek tartják a csoportot. Erre utaló bélyeg, hogy a porzók és a termőlevelek száma legtöbbször határozatlan. Legtöbbjük lágyszárú, fő elterjedési területük az északi mérsékelt öv. Az ide tartozó fajok közt sok tartalmaz biológiailag aktív anyagokat, mérgeket.

## Rendszerezésük

### Újabb rendszerezés
Az APG II (Angiosperm Phylogeny Group) osztályozása alapján a rend a valódi kétszikűek (Eudicotyledon v. eudicots) kládba tartozik. A mákfélék (Papaveraceae) családba kerültek a hagyományos rendszer szerint önálló családoknak (néhol alcsaládoknak) tekintett füstikefélék (Fumariaceae) és a Pteridophyllaceae család.
Az APG III-rendszerben összevontak néhány családot, amik az APG II-ben még opcionálisan leválaszthatók voltak. Így a Circaeasteraceae most már tartalmazza a Kingdoniaceae-t, a Papaveraceae pedig a Fumariaceae-t és a Pteridophyllaceae-t.

### Hagyományos rendszerezés
A hagyományos rendszerezések a rendet a kétszikűek (Magnoliopsida v. Dicotyledonopsida) osztályába sorolták, valamint a mákfélék (Papaveraceae) családját a pipacsvirágúak (Papaverales) rendjébe helyezték. Cronquist ide sorolta a füstikeféléket (Fumariaceae) is.
Cronquist rendszere ebbe a rendbe a következő családokat sorolja:
- Borbolyafélék (Berberidaceae)
- Ceratophyllaceae
- Glaucidiaceae
- Hydrastidaceae
- Kingdoniaceae
- Lardizabalaceae
- Leonticaceae
- Menispermaceae
- Meliosmaceae
- Nandinaceae
- Podophyllaceae
- Boglárkafélék (Ranunculaceae)
- Sabiaceae
- Sargentodaxaceae

Dahlgren Archiválva 2007. február 14-i dátummal a Wayback Machine-ben rendszere a Ceratophyllaceae, Meliosmaceae és Sabiaceae családok kivételével ugyanezeket, valamint a füstikefélék (Fumariaceae) családját.